# Enric Pertegás Ferrer

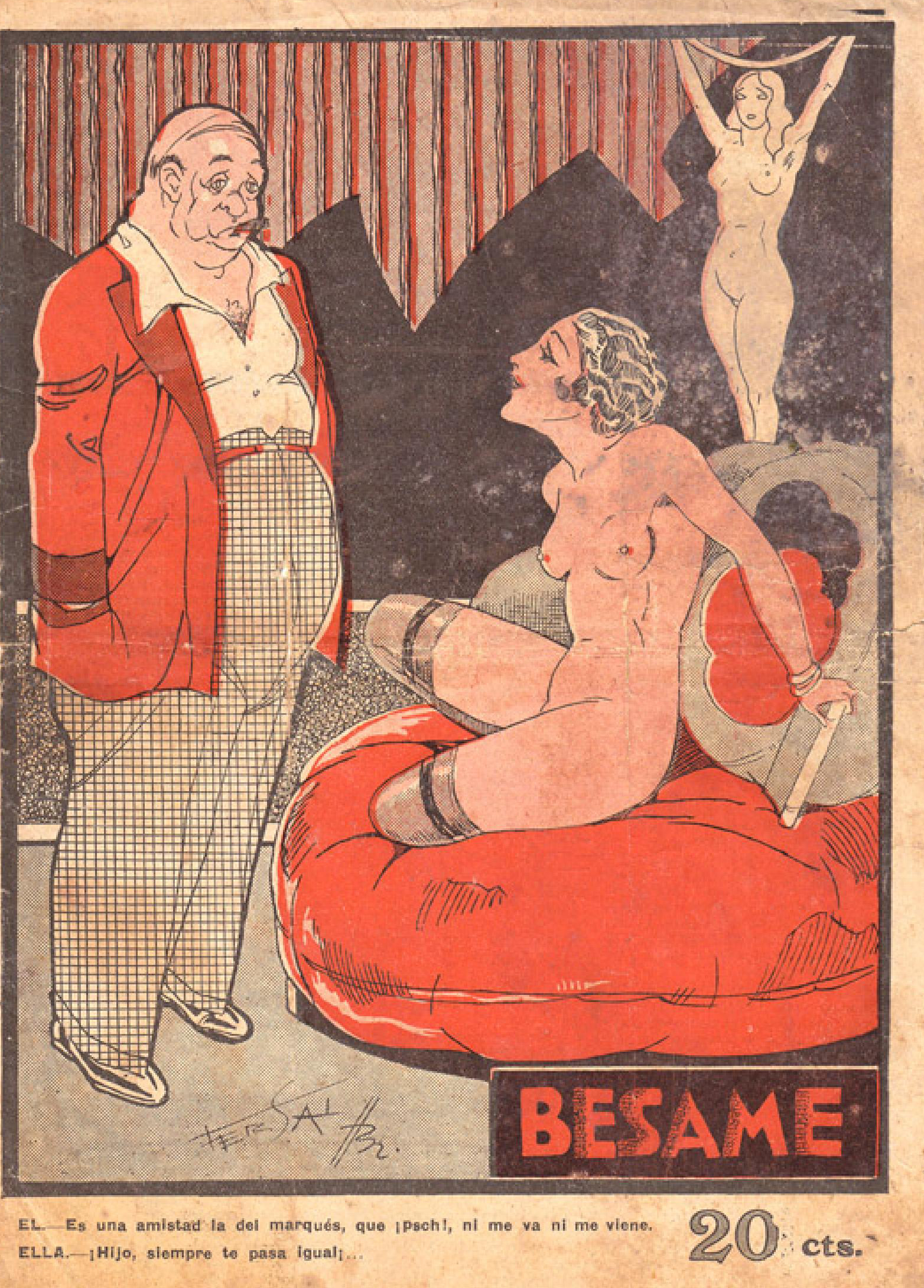
Portada de la revista Bésame de 1932, signada per l'autor desconegut Fersal, signatura atribuïda a Enric Pertegás.

Enric Pertegás Ferrer (1894 - 1961) va ser un il·lustrador, pintor i dibuixant d'historietes i de nu femení valencià, pertanyent a la primera generació d'autors de còmic valencià, al costat de Luis Dubón i Juan Pérez del Muro. Ideològicament va ser valencianista i d'esquerres.
Formà part activa de diverses associacions del valencianisme polític com València Nova, Pàtria Nova i Joventut Valencianista fins als anys vint, i va il·lustrar moltes portades de les seues publicacions, com ara el Periódich Regionaliste Quincenal o el Semanari Valencianiste. També va preparar l'escenografia de les seues celebracions més destacades, com l'engalanada del Teatre Eslava l'any 1914 per l'acte d'Afirmació Valencianista.
El crític Pedro Porcel l'emparenta amb els «grans autors catalans, com Junceda, tots ells procedents del modernisme».

## Biografia
El 1907 va ser proposat com a millor alumne de l'Acadèmia de Belles Arts de Sant Carles i el 1915 accedia a una beca d'estudis junt a Antonio Fillol, Salvador Tusset i José Pinazo. Va participar en la revista València (de duració escassa: 11 números entre el 1913 i el 1914), on feia il·lustracions.
Enric Pertegás inicia la seva carrera com il·lustrador de revistes satíriques en la primera dècada del segle xx. El 9 de juliol de 1914 comença a publicar a La Traca, i entre 1915 i 1916 dirigeix fins i tot el setmanari teatral El Cuento del Dumenche, per a l'editorial de Vicent Miguel Carceller.
Amb el pseudònim de Marqués de Sade o Tramús va publicar a La Traca. Se li atribueix també el pseudònim Fersal, habitual a les revistes de l'editorial Carceller. Tot i ser un habitual de les publicacions de l'editorial Carceller, es va salvar de la repressió franquista en acabar la Guerra Civil, fet que tradicionalment s'explicava per l'ús del pseudònim i perquè els companys no el van delatar. Tanmateix, Pertegás va deixar de publicar a La Traca en 1932, tal com diria en l'interrogatori fet per les autoritats franquistes en 1939.
A partir dels anys trenta, treballa per a l'editorial Guerri, primer com a il·lustrador i portadista de fulletons, i després de la Guerra Civil com a dibuixant de quaderns d'historietes: La guerra de los planetas i Ultus, el rey de la selva (1943).
El 1945, dibuixà per a Editorial Valenciana la sèrie Silac, El hombre-león, d'una qualitat gràfica inèdita per a l'època. A partir de la dècada de 1950, utilitzarà el pseudònim Henry.